# J.League 1994
Die J.League 1994 war die zweite Spielzeit der japanischen J.League. An ihr nahmen zwölf Vereine teil. Die reguläre Saison wurde in zwei Halbserien ausgetragen und begann am 12. März 1994. Nach dem Ende der zweiten Halbserie am 19. November 1994 spielten die Sieger der beiden Halbserien, Sanfrecce Hiroshima und Verdy Kawasaki, in zwei Spielen um den japanischen Meistertitel. Hierbei konnte Verdy mit zwei 1:0-Siegen seinen in der Vorsaison errungenen Titel verteidigen.

## Modus
Die Saison wurde in zwei Hälften ausgetragen. In jeder Hälfte spielten die Vereine zweimal gegeneinander, einmal zuhause und einmal auswärts. Es gab keine Unentschieden; bei Gleichstand nach 90 Minuten wurde die Spielzeit um zweimal fünfzehn Minuten verlängert, wobei die Golden-Goal-Regel zur Anwendung kam. Stand es danach immer noch unentschieden, wurde der Sieger des Spieles durch Elfmeterschießen bestimmt.
Wie im Vorjahr wurde die Tabelle einer jeden Halbserie nach den folgenden Kriterien erstellt:
1. Anzahl der Siege
2. Tordifferenz
3. Erzielte Tore
4. Ergebnisse der Spiele untereinander
5. Entscheidungsspiel oder Münzwurf

Nach Ende einer Halbserie qualifizierte sich der Verein mit den meisten Siegen für die Endspiele um die japanische Meisterschaft. Der Sieger der Endspiele qualifizierte sich als japanischer Meister für die Asian Club Championship 1995/96.
Durch die Aufstockung von 10 auf 12 Mannschaften änderte sich die Anzahl der zu absolvierenden Partien pro Team; statt 36 waren nun 44 Spiele auszutragen.

## Teilnehmer
Insgesamt nahmen zwölf Mannschaften an der Spielzeit teil. Zusätzlich zu den 10 Vereinen der Premierensaison stiegen die Firmenteams der japanischen Konzerne Fujita Kogyo und Yamaha Motors aus der Japan Football League auf. Beide Mannschaften änderten daraufhin ihre Namen; aus Fujita Kogyo wurde Bellmare Hiratsuka, Yamaha Motors benannte sich in Júbilo Iwata um.
| Verein               | Stadt/Region         |
| -------------------- | -------------------- |
| Bellmare Hiratsuka   | Hiratsuka, Kanagawa  |
| Gamba Osaka          | Suita, Osaka         |
| JEF United Ichihara  | Ichihara, Chiba      |
| Júbilo Iwata         | Iwata, Shizuoka      |
| Kashima Antlers      | Kashima, Ibaraki     |
| Nagoya Grampus Eight | Nagoya, Aichi        |
| Sanfrecce Hiroshima  | Hiroshima, Hiroshima |
| Shimizu S-Pulse      | Shizuoka, Shizuoka   |
| Urawa Red Diamonds   | Urawa, Saitama       |
| Verdy Kawasaki       | Kawasaki, Kanagawa   |
| Yokohama Flügels     | Yokohama, Kanagawa   |
| Yokohama Marinos     | Yokohama, Kanagawa   |

## Trainer
| Verein               | Cheftrainer                                  |
| -------------------- | -------------------------------------------- |
| Kashima Antlers      | Masakatsu Miyamoto → Edu                     |
| Urawa Reds           | Kenzō Yokoyama                               |
| JEF United Ichihara  | Eijun Kiyokumo                               |
| Verdy Kawasaki       | Yasutarō Matsuki                             |
| Yokohama Marinos     | Hidehiko Shimizu                             |
| Yokohama Flügels     | Shū Kamo                                     |
| Bellmare Hiratsuka   | Mitsuru Komaeda                              |
| Shimizu S-Pulse      | Émerson Leão → Pedro R.S. → Roberto Rivelino |
| Júbilo Iwata         | Hans Ooft                                    |
| Nagoya Grampus Eight | Gordon Milne → Tetsurō Miura                 |
| Gamba Osaka          | Kunishige Kamamoto                           |
| Sanfrecce Hiroshima  | Stuart Baxter                                |

## Spieler
| Verein               | Spieler |
| -------------------- | --- |
| Kashima Antlers      | Zico (7/5), Santos (22/4), Shunzō Ōno (29/0), Masatada Ishii (30/1), Kenji Ōba (13/0), Alcindo (43/28), Naruyuki Naitō (15/1), Hisashi Kurosaki (30/10), Osamu Chiba (3/0), Masaaki Furukawa (34/0), Ryōsuke Okuno (26/0), Eiji Gaya (35/0), Yoshiyuki Hasegawa (43/21), Yasuto Honda (43/0), Yasuhiro Yoshida (9/1), Leonardo (9/7), Yutaka Akita (38/4), Yasuo Manaka (8/0), Naoki Sōma (28/0), Yōhei Satō (5/0), Tadatoshi Masuda (26/6), Edinho (19/0), Hideaki Ozawa (3/0), Taijirō Kurita (3/0), Masaki Ogawa (4/0), Ken’ichi Hashimoto (12/1), Ryūzō Morioka (1/0), Kōji Kumagai (11/0) |
| Urawa Reds           | Bein (10/2), Buchwald (20/2), Kōichi Hashiratani (7/0), Atsushi Natori (3/0), Miro (1/0), Rummenigge (27/11), Satoru Mochizuki (6/1), Osamu Hirose (18/4), Yoshinori Taguchi (29/1), Masahiro Sukigara (1/0), Masahiro Fukuda (25/6), Hisashi Tsuchida (43/0), Tetsuya Asano (29/2), Lulu (16/8), Takeshi Motoyoshi (4/0), Takafumi Hori (41/1), Cho Kwi-jea (39/0), Akinori Mikami (5/0), Yukinori Muramatsu (1/0), Yoshiaki Satō (27/9), Shirō Kikuhara (8/0), Edwin Uehara (4/0), Nobuyasu Ikeda (27/3), Nobuyuki Hosaka (17/0), Futoshi Ikeda (27/0), Kiyonobu Okajima (8/0), Kōichi Sugiyama (31/0), Masayuki Okano (35/3), Takeshi Mizuuchi (20/2), Nobuhisa Yamada (15/1), Takeshi Nakashima (8/1) |
| JEF United Ichihara  | Littbarski (28/1), Michel Miyazawa (28/2), Pavel (16/1), Yoshikazu Gotō (36/3), Ordenewitz (40/30), Tōru Yoshida (17/0), Franta (14/0), Kenji Yamamoto (9/0), Kazuya Igarashi (36/3), Kazuo Echigo (33/7), Maslovar (15/4), Masanaga Kageyama (25/1), Yūji Sakakura (8/0), Atsuhiko Ejiri (25/1), Mikio Manaka (27/0), Masanori Kizawa (23/1), Masahiro Ōta (1/0), Yasuhiko Niimura (7/0), Ken’ichi Shimokawa (43/0), Tadashi Koya (21/0), Hiroshi Miyazawa (5/0), Shin Che-bon (8/1), Shin’ichi Mutō (7/0), Sandro (12/1), Eisuke Nakanishi (22/1), Jun Mizuno (4/0), Teppei Isaka (1/0), Shōji Jō (33/12), Tadahiro Akiba (1/0)                                                                         |
| Verdy Kawasaki       | Hisashi Katō (7/0), Ruy Ramos (26/3), Pereira (43/2), Paulo (3/0), Tetsuya Totsuka (7/0), Satoshi Tsunami (8/0), Takayuki Fujikawa (6/0), Tetsuji Hashiratani (40/2), Yoshiyuki Katō (6/0), Capitao (18/0), Kazuyoshi Miura (22/16), Shinkichi Kikuchi (39/0), Nobuhiro Takeda (40/23), Tsuyoshi Kitazawa (40/9), Bismarck (42/14), Kō Ishikawa (40/1), Shinji Fujiyoshi (8/3), Hideki Nagai (15/0), Shigetoshi Hasebe (20/1), Ken’ichirō Tokura (11/0), Tadashi Nakamura (21/0), Mitsuhiro Kawamoto (13/0), Bentinho (16/13), Yoshinori Abe (11/1), Jun’ichi Watanabe (1/0), Junji Nishizawa (7/1), Keiji Ishizuka (7/1), Yūji Hironaga (18/1)                                                           |
| Yokohama Marinos     | Kazushi Kimura (10/0), Diaz (37/23), Everton (1/0), Takashi Mizunuma (15/2), Shigetatsu Matsunaga (43/0), Hiroshi Hirakawa (11/0), Medina Bello (30/15), Masami Ihara (41/1), Zapata (20/2), Junji Koizumi (14/0), Rikizō Matsuhashi (8/0), Bisconti (25/11), Takeshi Urakami (2/0), Satoru Noda (41/2), Norio Omura (33/3), Takuya Jinno (25/3), Masaharu Suzuki (34/0), Fumitake Miura (38/8), Kunio Nagayama (22/0), Tetsuya Itō (6/0), Satoru Yoshida (2/0), Takehito Suzuki (22/1), Takahiro Yamada (32/1), Yoshiharu Ueno (15/1), Kensaku Ōmori (1/0) |
| Yokohama Flügels     | Amarilla (19/12), Edu (37/12), Ryūji Ishizue (7/0), Osamu Maeda (39/11), Hiroki Azuma (7/0), Atsuhiro Iwai (38/0), Moner (31/0), Naoto Ōtake (40/1), Motohiro Yamaguchi (34/2), Ippei Watanabe (16/1), Hideki Katsura (23/2), Shūji Kusano (1/0), Jun Naitō (1/0), Hiroki Hattori (26/1), Takeo Harada (31/1), Valber (32/11), Norihiro Satsukawa (35/0), Atsuhiko Mori (37/0), Hideki Yoshioka (7/1), Aldro (6/2), Ichizō Nakata (14/0), Masaaki Takada (26/0), Masakiyo Maezono (38/8), Takashi Uemura (1/0), Nobuyuki Ōishi (1/0) |
| Bellmare Hiratsuka   | Mirandinha (13/2), Katsuyoshi Shintō (14/0), Edson (36/5), Yasuharu Sorimachi (25/0), Nobuyuki Kojima (41/0), Betinho (37/24), Hiroaki Kumon (28/1), Hiroaki Matsuyama (5/0), Kiyoto Furushima (3/0), Almir (38/7), Tadateru Ōmoto (8/2), Tetsuya Takada (15/0), Yoshihiro Natsuka (41/1), Kōji Noguchi (42/19), Hironari Iwamoto (16/1), Kazuaki Tasaka (35/0), Taku Watanabe (40/2), Akira Narahashi (39/2), Teruo Iwamoto (37/6), Yoshiya Takemura (1/0), Daichi Matsuyama (6/0), Teppei Nishiyama (17/2) |
| Shimizu S-Pulse      | Hisashi Katō (6/0), Sidmar (30/0), Akihiro Nagashima (28/8), Toninho (44/22), Katsumi Ōenoki (29/2), Ronaldo (36/3), Yasutoshi Miura (37/2), Takumi Horiike (44/2), Kenta Hasegawa (44/9), Tatsuru Mukōjima (20/2), Masao Sugimoto (3/0), Yasuhiro Yamada (26/0), Masanori Sanada (14/0), Naoki Naitō (28/2), Fumiaki Aoshima (1/0), Hiroaki Hiraoka (2/0), Masaaki Sawanobori (41/7), Takamitsu Ōta (26/0), Hiroshi Saitō (1/0), Djalminha (11/4), Kiyoshi Nakamura (9/0), Jun Iwashita (24/4), Noriaki Asakura (8/0), Yuzuki Itō (5/0), Hiroyuki Shirai (14/1), Teruyoshi Itō (6/0) |
| Júbilo Iwata         | Shin’ichi Morishita (32/0), Toshinobu Katsuya (22/1), Mitsunori Yoshida (34/0), Vanenburg (43/8), Takao Ōishi (30/1), Kenji Komata (26/0), Yoshinori Higashikawa (15/0), Schillaci (18/9), Paus (35/5), Michihisa Date (25/0), Masashi Nakayama (12/3), Tetsu Nagasawa (7/0), Masanori Suzuki (29/7), Takeshi Yonezawa (16/4), Yūshi Ozaki (11/0), Takuma Koga (37/1), Hiroyuki Yoshida (16/0), Tomoaki Ōgami (4/0), Masahiro Endō (31/2), Toshiya Fujita (38/7), Toshihiro Hattori (25/0), Naohiro Ōyama (1/0), Kiyokazu Kudō (9/0), Yoshika Matsubara (18/7), Makoto Tanaka (6/0) |
| Nagoya Grampus Eight | Dido (27/0), Jorgenyo (38/8), Lineker (11/3), Shigeo Sawairi (11/0), Hisataka Fujikawa (37/1), Binic (8/5), Stojkovic (14/3), Yūji Itō (19/0), Shigemitsu Egawa (12/0), Tetsuya Asano (3/0), Garca (23/1), Michihiro Tsuruta (6/0), Toshiyuki Kosugi (36/1), Nariyasu Yasuhara (1/0), Yasuyuki Moriyama (39/13), Tetsuo Nakanishi (37/1), Tarō Gotō (24/1), Kazuhisa Iijima (31/0), Seiichi Ogawa (24/0), Makoto Yonekura (25/3), Elivelton (15/5), Naoki Mori (28/1), Takafumi Ogura (23/5), Seiji Kubo (1/0), Tetsuya Okayama (2/0), Takashi Hirano (36/4), Kei Taniguchi (3/0), Hideyoshi Akita (1/0), Mitsutoshi Tsushima (10/0)                                                                      |
| Gamba Osaka          | Aleinikov (32/6), Protassov (27/11), Kenji Honnami (43/0), Masahiro Wada (3/0), Takahiro Shimada (16/2), Flavio (35/5), Yoshiyuki Matsuyama (29/1), Tsveiba (18/1), Kunio Kitamura (15/1), Hiromitsu Isogai (40/6), Masayuki Mita (10/2), Sōjirō Ishii (16/0), Yūji Hashimoto (15/0), Shōji Nonoshita (7/0), Tōru Kawashima (2/0), Tetsuya Ogura (6/0), Keiju Karashima (42/3), Toshihiro Yamaguchi (39/16), Takashi Kiyama (27/1), Kōji Kondō (38/0), Takashi Umezawa (3/0), Akira Kubota (6/0), Naoki Hiraoka (11/0), Shigeru Morioka (26/4), Kazuya Matsuda (8/0), Hirohito Nakamura (8/1), Hiroto Yamamura (8/2), Masao Kiba (4/0), Masanobu Matsunami (21/4)                                         |
| Sanfrecce Hiroshima  | Hiroshi Matsuda (8/0), Yahiro Kazama (43/0), Cerny (34/15), Hasek (32/19), Yasuyuki Satō (37/0), Takumi Shima (28/3), Yoshirō Moriyama (42/0), Takuya Takagi (42/14), Kazuya Maekawa (27/0), Mitsuaki Kojima (15/0), Hajime Moriyasu (40/3), Tore (14/0), Kazumasa Kawano (17/0), Noh Jung-yoon (36/10), Tomohiro Katanosaka (34/0), Hiroshige Yanagimoto (40/4), Masato Fue (13/1), Ryūji Michiki (12/0), Ken’ichi Uemura (26/0), Yūta Abe (1/0), Andrey (2/0) |

## Statistik

### Erste Halbserie
Die erste Hälfte der Saison wurde zwischen dem 12. März und dem 15. Juni ausgetragen. Titelsponsor der Halbserie war der Getränkehersteller Suntory.

#### Tabelle
| Pl.                    | Verein               | Sp. | S  | U | N  | Tore    | Diff. | Punkte |
| ---------------------- | -------------------- | --- | -- | - | -- | ------- | ----- | ------ |
| 1.                     | Sanfrecce Hiroshima  | 22  | 17 | 0 | 5  | 044:260 | +18   | 51     |
| 2.                     | Shimizu S-Pulse      | 22  | 16 | 0 | 6  | 041:250 | +16   | 48     |
| 3.                     | Kashima Antlers      | 22  | 16 | 0 | 6  | 045:320 | +13   | 48     |
| 4.                     | Verdy Kawasaki       | 22  | 14 | 0 | 8  | 043:210 | +22   | 42     |
| 5.                     | Yokohama Flügels     | 22  | 13 | 0 | 9  | 036:270 | +9    | 39     |
| 6.                     | JEF United Ichihara  | 22  | 10 | 0 | 12 | 034:430 | −9    | 30     |
| 7.                     | Júbilo Iwata         | 22  | 9  | 0 | 13 | 027:320 | −5    | 27     |
| 8.                     | Nagoya Grampus Eight | 22  | 9  | 0 | 13 | 023:280 | −5    | 27     |
| 9.                     | Yokohama Marinos     | 22  | 8  | 0 | 14 | 029:350 | −6    | 24     |
| 10.                    | Gamba Osaka          | 22  | 7  | 0 | 15 | 037:460 | −9    | 21     |
| 11.                    | Bellmare Hiratsuka   | 22  | 7  | 0 | 15 | 027:540 | −27   | 21     |
| 12.                    | Urawa Red Diamonds   | 22  | 6  | 0 | 16 | 026:430 | −17   | 18     |
| Stand: Ende der Saison |                      |     |    |   |    |         |       |        |

#### Kreuztabelle
Die Kreuztabelle stellt die Ergebnisse aller Spiele dieser Halbserie dar. Die Heimmannschaft ist in der linken Spalte, die Gastmannschaft in der oberen Zeile aufgelistet.
Spiele, die mit „GG“ markiert sind, endeten mit Golden Goal. Spiele, die mit einem hochgestellten Ergebnis markiert sind, endeten nach Elfmeterschießen; „1:14:3“ bedeutet hierbei, dass die Heimmannschaft das Spiel, welches nach Ablauf der Spielzeit 1:1 stand, mit 4:3 im Elfmeterschießen gewann.
| Suntory Series 1994  | BEL   | GAM    | JEF   | JÚB   | KSM    | NGE | SFR    | SPU   | URA   | VER    | YOF   | YOM   |
| Bellmare Hiratsuka   | —     | 1:2GG  | 2:3   | 2:1   | 1:3    | 2:0 | 1:15:4 | 0:1   | 2:4   | 0:3    | 1:4   | 1:0GG |
| Gamba Osaka          | 3:2GG | —      | 3:0   | 3:0   | 1:3    | 3:0 | 1:2GG  | 0:2   | 1:2   | 1:3    | 1:3   | 2:3   |
| JEF United           | 1:2   | 5:1    | —     | 0:2   | 2:3GG  | 0:1 | 1:3    | 1:2GG | 3:2   | 0:1GG  | 2:1GG | 3:2GG |
| Júbilo Iwata         | 1:2   | 0:2    | 2:3   | —     | 1:2    | 1:0 | 1:2    | 4:2   | 1:0GG | 2:0    | 1:2   | 2:0   |
| Kashima Antlers      | 4:0   | 3:2GG  | 1:2   | 1:0   | —      | 2:1 | 0:2    | 3:2GG | 4:2   | 2:1GG  | 3:2   | 2:1GG |
| Nagoya Grampus Eight | 2:1   | 0:2    | 0:1   | 1:0   | 2:1GG  | —   | 1:0    | 0:1GG | 7:2   | 1:0    | 0:2   | 2:0   |
| Sanfrecce Hiroshima  | 4:2   | 3:35:4 | 4:2   | 3:0   | 2:0    | 2:0 | —      | 1:3   | 1:0   | 0:5    | 2:1   | 1:2   |
| Shimizu S-Pulse      | 4:1   | 4:1    | 3:0   | 1:0GG | 3:33:4 | 2:1 | 1:2    | —     | 2:1GG | 2:1    | 1:0   | 0:3   |
| Urawa Red Diamonds   | 4:1   | 2:1    | 0:2   | 0:1   | 1:4    | 0:1 | 0:1    | 0:2   | —     | 0:1GG  | 3:0   | 2:1GG |
| Verdy Kawasaki       | 5:1   | 2:0    | 3:0   | 3:2   | 3:0    | 2:1 | 1:4    | 2:0   | 3:0   | —      | 0:1GG | 1:2   |
| Yokohama Flügels     | 3:0   | 3:2    | 4:1   | 1:2   | 1:0GG  | 1:0 | 1:2    | 1:2   | 2:1GG | 1:15:3 | —     | 1:0   |
| Yokohama Marinos     | 1:2   | 3:2    | 1:2GG | 2:3   | 0:1    | 3:2 | 0:2    | 0:1   | 2:0   | 1:2    | 2:1GG | —     |

Stand: Ende der Saison

### Zweite Halbserie
Die zweite Hälfte der Saison wurde zwischen dem 10. August und dem 19. November ausgetragen. Titelsponsor der Halbserie war NICOS, eine Marke der Bankengruppe Nippon Shinpan.

#### Tabelle
| Pl.                    | Verein               | Sp. | S  | U | N  | Tore    | Diff. | Punkte |
| ---------------------- | -------------------- | --- | -- | - | -- | ------- | ----- | ------ |
| 1.                     | Verdy Kawasaki       | 22  | 17 | 0 | 5  | 048:260 | +22   | 51     |
| 2.                     | Bellmare Hiratsuka   | 22  | 16 | 0 | 6  | 048:260 | +22   | 48     |
| 3.                     | Yokohama Marinos     | 22  | 14 | 0 | 8  | 044:260 | +18   | 42     |
| 4.                     | Sanfrecce Hiroshima  | 22  | 12 | 0 | 10 | 027:310 | −4    | 36     |
| 5.                     | Kashima Antlers      | 22  | 11 | 0 | 11 | 044:360 | +8    | 33     |
| 6.                     | Shimizu S-Pulse      | 22  | 11 | 0 | 11 | 028:310 | −3    | 33     |
| 7.                     | Júbilo Iwata         | 22  | 11 | 0 | 11 | 029:370 | −8    | 33     |
| 8.                     | Yokohama Flügels     | 22  | 9  | 0 | 13 | 031:330 | −2    | 27     |
| 9.                     | JEF United Ichihara  | 22  | 9  | 0 | 13 | 035:420 | −7    | 27     |
| 10.                    | Gamba Osaka          | 22  | 8  | 0 | 14 | 029:360 | −7    | 24     |
| 11.                    | Urawa Red Diamonds   | 22  | 8  | 0 | 14 | 033:510 | −18   | 24     |
| 12.                    | Nagoya Grampus Eight | 22  | 6  | 0 | 16 | 033:540 | −21   | 18     |
| Stand: Ende der Saison |                      |     |    |   |    |         |       |        |

#### Kreuztabelle
Die Kreuztabelle stellt die Ergebnisse aller Spiele dieser Halbserie dar. Die Heimmannschaft ist in der linken Spalte, die Gastmannschaft in der oberen Zeile aufgelistet.
Spiele, die mit „GG“ markiert sind, endeten mit Golden Goal. Spiele, die mit einem hochgestellten Ergebnis markiert sind, endeten nach Elfmeterschießen; „1:14:3“ bedeutet hierbei, dass die Heimmannschaft das Spiel, welches nach Ablauf der Spielzeit 1:1 stand, mit 4:3 im Elfmeterschießen gewann.
| NICOS Series 1994    | BEL | GAM    | JEF    | JÚB    | KSM    | NGE    | SFR    | SPU | URA   | VER    | YOF   | YOM    |
| Bellmare Hiratsuka   | —   | 3:0    | 3:1    | 1:0    | 3:1    | 2:0    | 4:1    | 2:1 | 2:0   | 2:1    | 2:1GG | 0:4    |
| Gamba Osaka          | 0:3 | —      | 1:2    | 1:15:4 | 0:1    | 5:3    | 1:13:4 | 1:0 | 4:1   | 1:3    | 1:3   | 0:03:4 |
| JEF United           | 2:1 | 5:2    | —      | 5:1    | 1:4    | 2:0    | 0:1GG  | 1:0 | 3:4   | 1:3    | 0:3   | 2:3    |
| Júbilo Iwata         | 3:1 | 2:25:4 | 1:0    | —      | 3:2    | 2:3GG  | 0:04:3 | 2:1 | 2:1   | 2:1GG  | 0:2   | 1:2    |
| Kashima Antlers      | 3:1 | 1:2    | 0:1    | 2:22:4 | —      | 3:35:4 | 1:0GG  | 1:2 | 2:0   | 2:24:5 | 1:2   | 2:1    |
| Nagoya Grampus Eight | 0:4 | 2:3GG  | 3:1    | 4:1    | 2:4    | —      | 1:0GG  | 0:2 | 4:2   | 1:2    | 0:3   | 1:6    |
| Sanfrecce Hiroshima  | 1:6 | 1:14:3 | 1:0GG  | 0:07:6 | 2:4    | 4:0    | —      | 0:1 | 1:0   | 3:2    | 4:1   | 2:1    |
| Shimizu S-Pulse      | 1:0 | 1:0    | 1:11:3 | 0:1GG  | 3:1    | 2:1    | 2:1    | —   | 5:4GG | 1:2    | 0:3   | 1:3    |
| Urawa Red Diamonds   | 1:4 | 1:0    | 3:2GG  | 2:0    | 2:4    | 1:14:3 | 0:2    | 2:0 | —     | 1:3    | 3:1   | 3:6    |
| Verdy Kawasaki       | 1:2 | 2:1    | 3:1    | 4:1    | 2:1    | 2:1GG  | 0:1    | 5:1 | 2:1   | —      | 2:0   | 1:0    |
| Yokohama Flügels     | 3:0 | 0:2    | 1:2    | 1:3    | 0:2    | 1:2GG  | 3:1    | 0:2 | 0:1   | 2:3    | —     | 1:0    |
| Yokohama Marinos     | 1:2 | 0:1GG  | 3:2    | 2:1    | 2:24:3 | 2:1    | 3:0    | 0:1 | 3:0   | 0:2    | 2:0   | —      |

Stand: Ende der Saison

### Suntory Championship

#### Hinspiel
| Paarung   | Sanfrecce Hiroshima – Verdy Kawasaki |
| Ergebnis  | 0:1 (0:1)                            |
| Datum     | 26. November 1994                    |
| Stadion   | Hiroshima Big Arch, Hiroshima        |
| Zuschauer | 42.316                               |
| Tore      | 0:1 Tsuyoshi Kitazawa (35.)          |

#### Rückspiel
| Paarung   | Verdy Kawasaki – Sanfrecce Hiroshima |
| Ergebnis  | 1:0 (0:0)                            |
| Datum     | 2. Dezember 1994                     |
| Stadion   | Olympiastadion, Tokio                |
| Zuschauer | 50.512                               |
| Tore      | 1:0 Ruy Ramos (80.)                  |

### Gesamttabelle
| Pl. | Verein               | Sp. | S  | U | N  | Tore    | Diff. | Punkte |
| --- | -------------------- | --- | -- | - | -- | ------- | ----- | ------ |
| 1.  | Verdy Kawasaki       | 44  | 31 | 0 | 13 | 091:470 | +44   | 93     |
| 2.  | Sanfrecce Hiroshima  | 44  | 29 | 0 | 15 | 071:570 | +14   | 87     |
| 3.  | Kashima Antlers      | 44  | 27 | 0 | 17 | 089:680 | +21   | 81     |
| 4.  | Shimizu S-Pulse      | 44  | 27 | 0 | 17 | 069:560 | +13   | 81     |
| 5.  | Bellmare Hiratsuka   | 44  | 23 | 0 | 21 | 075:800 | −5    | 69     |
| 6.  | Yokohama Marinos     | 44  | 22 | 0 | 22 | 073:610 | +12   | 66     |
| 7.  | Yokohama Flügels     | 44  | 22 | 0 | 22 | 067:600 | +7    | 66     |
| 8.  | Júbilo Iwata         | 44  | 20 | 0 | 24 | 056:690 | −13   | 60     |
| 9.  | JEF United Ichihara  | 44  | 19 | 0 | 25 | 069:850 | −16   | 57     |
| 10. | Gamba Osaka          | 44  | 15 | 0 | 29 | 066:820 | −16   | 45     |
| 11. | Nagoya Grampus Eight | 44  | 15 | 0 | 29 | 056:820 | −26   | 45     |
| 12. | Urawa Red Diamonds   | 44  | 14 | 0 | 30 | 059:940 | −35   | 42     |

## Preise

### Fußballer des Jahres
- Pereira (Verdy Kawasaki)

### Beste Torschützen
| Rang | Spieler             | Verein              | Tore | Spiele |
| ---- | ------------------- | ------------------- | ---- | ------ |
| 1    | Frank Ordenewitz    | JEF United Ichihara | 30   | 40     |
| 2    | Alcindo             | Kashima Antlers     | 28   | 43     |
| 3    | Betinho             | Bellmare Hiratsuka  | 24   | 37     |
| 4    | Ramón Díaz          | Yokohama Marinos    | 23   | 37     |
| 4    | Nobuhiro Takeda     | Verdy Kawasaki      | 23   | 40     |
| 6    | Toninho             | Shimizu S-Pulse     | 22   | 44     |
| 7    | Yoshiyuki Hasegawa  | Kashima Antlers     | 21   | 43     |
| 8    | Ivan Hašek          | Sanfrecce Hiroshima | 19   | 32     |
| 8    | Kōji Noguchi        | Bellmare Hiratsuka  | 19   | 42     |
| 10   | Kazuyoshi Miura     | Verdy Kawasaki      | 16   | 22     |
| 10   | Toshihiro Yamaguchi | Gamba Osaka         | 16   | 39     |

### Rookie des Jahres
- Kazuaki Tasaka (Bellmare Hiratsuka)

### Best XI
- Shinkichi Kikuchi (Verdy Kawasaki)
- Pereira (Verdy Kawasaki)
- Masami Ihara (Yokohama Marinos)
- Yoshihiro Natsuka (Bellmare Hiratsuka)
- Tetsuji Hashiratani (Verdy Kawasaki)
- Tsuyoshi Kitazawa (Verdy Kawasaki)
- Ruy Ramos (Verdy Kawasaki)
- Bismarck (Verdy Kawasaki)
- Betinho (Bellmare Hiratsuka)
- Nobuhiro Takeda (Verdy Kawasaki)
- Takuya Takagi (Sanfrecce Hiroshima)